# Rajdowe Samochodowe Mistrzostwa Polski 2012
Ten artykuł dotyczy sezonu 2012 Rajdowych Samochodowych Mistrzostw Polski.

## Kalendarz
| Runda | Data          | Rajd                     | Baza           | Nawierzchnia | Dod. kat.    | Zwycięzca            |        |
| ----- | ------------- | ------------------------ | -------------- | ------------ | ------------ | -------------------- | ------ |
| 1     | 17.02 – 19.02 | 8. Rajd Lotos Baltic Cup | Gdańsk         | śnieg/szuter |              | Kajetan Kajetanowicz | Wyniki |
| 2     | 20.04 – 22.04 | 40. Rajd Świdnicki       | Świdnica       | asfalt       |              | Kajetan Kajetanowicz | Wyniki |
| 3     | 1.06 – 3.06   | 27. Rajd Karkonoski      | Jelenia Góra   | asfalt       |              | Kajetan Kajetanowicz | Wyniki |
| 4     | 9.08 – 11.08  | 21. Rajd Rzeszowski      | Rzeszów        | asfalt       | ERC CEZ      | Kajetan Kajetanowicz | Wyniki |
| 5     | 6.09 – 8.09   | 38. Rally Košice         | Koszyce        | asfalt       | ERC CEZ, RMS | Kajetan Kajetanowicz | Wyniki |
| 6     | 28.09 – 30.09 | 69. Rajd Polski          | Mikołajki      | szuter       | ERC          | Esapekka Lappi       | Wyniki |
| 7     | 18.10 – 20.10 | 22. Rajd Dolnośląski     | Polanica-Zdrój | asfalt       |              | Kajetan Kajetanowicz | Wyniki |

## Klasyfikacje

### Klasyfikacja generalna kierowców[1]
We wszystkich rundach prowadzona była osobna klasyfikacja dla dwóch dni rajdu, w której punkty przyznawano według klucza 15-12-10-8-6-5-4-3-2-1. Ponadto zawodnikom, którzy ukończyli rajd bez korzystania z systemu SupeRally, przyznawano dodatkowe punkty ze względu na klasyfikację generalną całego rajdu według takiego samego klucza 15-12-10-8-6-5-4-3-2-1. W przypadku, gdyby do danego rajdu zgłosiło się mniej niż 10 załóg, klucz punktacji w takim rajdzie zostałby zmieniony. Zawodnicy, którzy wycofali się w drugim dniu rajdu, nie otrzymywali punktów za dzień pierwszy (nie byli klasyfikowani w rajdzie). Do klasyfikacji wliczanych było 6 z 7 najlepszych wyników (licząc według zdobyczy punktowych w każdym rajdzie). Nie wliczani są kierowcy, którzy nie zostali sklasyfikowani w minimum dwóch rundach.
| Poz. | Kierowca                                | Lotos                                   | Lotos                                   | Lotos                                   | Świdnicki                               | Świdnicki                                                                                       | Świdnicki                                                                                       | Karkonoski                                                                                      | Karkonoski                                                                                      | Karkonoski                                                                                      | Rzeszowski                                                                                      | Rzeszowski                                                                                      | Rzeszowski                                                                                      | Košice                                                                                          | Košice                                                                                          | Košice                                                                                          | Polski                                                                                          | Polski                                                                                          | Polski                                                                                          | Dolnośląski                                                                                     | Dolnośląski                                                                                     | Dolnośląski                                                                                     | Suma punktów                                                                                    |
| Poz. | Kierowca                                | D1                                      | D2                                      | G                                       | D1                                      | D2                                                                                              | G                                                                                               | D1                                                                                              | D2                                                                                              | G                                                                                               | D1                                                                                              | D2                                                                                              | G                                                                                               | D1                                                                                              | D2                                                                                              | G                                                                                               | D1                                                                                              | D2                                                                                              | G                                                                                               | D1                                                                                              | D2                                                                                              | G                                                                                               | Suma punktów                                                                                    |
| ---- | --------------------------------------- | --------------------------------------- | --------------------------------------- | --------------------------------------- | --------------------------------------- | ----------------------------------------------------------------------------------------------- | ----------------------------------------------------------------------------------------------- | ----------------------------------------------------------------------------------------------- | ----------------------------------------------------------------------------------------------- | ----------------------------------------------------------------------------------------------- | ----------------------------------------------------------------------------------------------- | ----------------------------------------------------------------------------------------------- | ----------------------------------------------------------------------------------------------- | ----------------------------------------------------------------------------------------------- | ----------------------------------------------------------------------------------------------- | ----------------------------------------------------------------------------------------------- | ----------------------------------------------------------------------------------------------- | ----------------------------------------------------------------------------------------------- | ----------------------------------------------------------------------------------------------- | ----------------------------------------------------------------------------------------------- | ----------------------------------------------------------------------------------------------- | ----------------------------------------------------------------------------------------------- | ----------------------------------------------------------------------------------------------- |
| 1    | Kajetan Kajetanowicz                    | 1                                       | 1                                       | 1                                       | 2                                       | 1                                                                                               | 1                                                                                               | 1                                                                                               | 1                                                                                               | 1                                                                                               | 1                                                                                               | 1                                                                                               | 1                                                                                               | 1                                                                                               | 1                                                                                               | 1                                                                                               | (9)                                                                                             | (5)                                                                                             | (4)                                                                                             | 1                                                                                               | 5                                                                                               | 1                                                                                               | 258                                                                                             |
| 2    | Michał Bębenek                          | 9                                       | 2                                       | 5                                       | 3                                       | 2                                                                                               | 2                                                                                               | (28)                                                                                            | (3)                                                                                             | (20)                                                                                            | 3                                                                                               | 3                                                                                               | 3                                                                                               | 4                                                                                               | 5                                                                                               | 3                                                                                               | 7                                                                                               | 6                                                                                               | 5                                                                                               | 2                                                                                               | 3                                                                                               | 3                                                                                               | 155                                                                                             |
| 3    | Grzegorz Grzyb                          | 4                                       | 15                                      | 9                                       | 1                                       | 28                                                                                              | 17                                                                                              |                                                                                                 |                                                                                                 |                                                                                                 | 2                                                                                               | 2                                                                                               | 2                                                                                               | 2                                                                                               | 2                                                                                               | 2                                                                                               | 4                                                                                               | 4                                                                                               | 3                                                                                               | 11                                                                                              | 2                                                                                               | 6                                                                                               | 140                                                                                             |
| 4    | Wojciech Chuchała                       | 2                                       | 14                                      | 7                                       | 29                                      | 3                                                                                               | 21                                                                                              | 2                                                                                               | 2                                                                                               | 2                                                                                               | 4                                                                                               | 5                                                                                               | 4                                                                                               | 16                                                                                              | 3                                                                                               | 11                                                                                              | (12)                                                                                            | (8)                                                                                             | (8)                                                                                             | 3                                                                                               | 1                                                                                               | 2                                                                                               | 131                                                                                             |
| 5    | Tomasz Kuchar                           | 3                                       | 3                                       | 2                                       | 5                                       | 7                                                                                               | 5                                                                                               | 5                                                                                               | 26                                                                                              | 19                                                                                              | 5                                                                                               | 6                                                                                               | 5                                                                                               | 5                                                                                               | 4                                                                                               | 4                                                                                               | (8)                                                                                             | (27)                                                                                            | (16)                                                                                            | 6                                                                                               | 6                                                                                               | 5                                                                                               | 109                                                                                             |
| 6    | Maciej Rzeźnik                          | 5                                       | 5                                       | 3                                       | 4                                       | 4                                                                                               | 3                                                                                               | 4                                                                                               | 5                                                                                               | 4                                                                                               | 13                                                                                              | 4                                                                                               | 10                                                                                              | 3                                                                                               | 6                                                                                               | 5                                                                                               | (10)                                                                                            | (9)                                                                                             | (10)                                                                                            | 21                                                                                              | 4                                                                                               | 15                                                                                              | 107                                                                                             |
| 7    | Łukasz Habaj                            |                                         |                                         |                                         | 7                                       | 5                                                                                               | 4                                                                                               | 3                                                                                               | 4                                                                                               | 3                                                                                               | NU                                                                                              |                                                                                                 |                                                                                                 | 12                                                                                              | 7                                                                                               | 7                                                                                               | 11                                                                                              | 33                                                                                              | 25                                                                                              | 4                                                                                               | 7                                                                                               | 4                                                                                               | 74                                                                                              |
| 8    | Jarosław Kołtun                         | 14                                      | 7                                       | 10                                      | 8                                       | 8                                                                                               | 7                                                                                               | 6                                                                                               | 20                                                                                              | 13                                                                                              | 6                                                                                               | 8                                                                                               | 6                                                                                               |                                                                                                 |                                                                                                 |                                                                                                 | 30                                                                                              | 14                                                                                              | 22                                                                                              | 8                                                                                               | 8                                                                                               | 8                                                                                               | 41                                                                                              |
| 9    | Jan Chmielewski                         | 15                                      | 17                                      | 15                                      | 9                                       | 9                                                                                               | 8                                                                                               | 8                                                                                               | 8                                                                                               | 6                                                                                               | 10                                                                                              | 7                                                                                               | 9                                                                                               | 17                                                                                              | 8                                                                                               | 17                                                                                              | (18)                                                                                            | (23)                                                                                            | (20)                                                                                            | 5                                                                                               | 9                                                                                               | 7                                                                                               | 40                                                                                              |
| 10   | Marcin Gagacki                          | 13                                      | 8                                       | 11                                      | (12)                                    | (19)                                                                                            | (14)                                                                                            | 7                                                                                               | 7                                                                                               | 5                                                                                               | 9                                                                                               | 20                                                                                              | 11                                                                                              | 6                                                                                               | 9                                                                                               | 6                                                                                               | 19                                                                                              | 10                                                                                              | 14                                                                                              | 9                                                                                               | 10                                                                                              | 9                                                                                               | 39                                                                                              |
| 11   | Mariusz Małyszycki                      | 6                                       | 4                                       | 4                                       | 6                                       | 6                                                                                               | 6                                                                                               |                                                                                                 |                                                                                                 |                                                                                                 |                                                                                                 |                                                                                                 |                                                                                                 |                                                                                                 |                                                                                                 |                                                                                                 |                                                                                                 |                                                                                                 |                                                                                                 |                                                                                                 |                                                                                                 |                                                                                                 | 36                                                                                              |
| 12   | Mariusz Nowocień                        | 8                                       | 19                                      | 17                                      | 13                                      | 10                                                                                              | 10                                                                                              | 26                                                                                              | 6                                                                                               | 21                                                                                              | 7                                                                                               | 9                                                                                               | 7                                                                                               |                                                                                                 |                                                                                                 |                                                                                                 | 14                                                                                              | 30                                                                                              | 23                                                                                              |                                                                                                 |                                                                                                 |                                                                                                 | 20                                                                                              |
| 13   | Szymon Kornicki                         | 12                                      | 13                                      | 13                                      | 14                                      | 12                                                                                              | 11                                                                                              | 9                                                                                               | 9                                                                                               | 7                                                                                               | 8                                                                                               | 10                                                                                              | 8                                                                                               |                                                                                                 |                                                                                                 |                                                                                                 | 21                                                                                              | 16                                                                                              | 17                                                                                              | 10                                                                                              | 11                                                                                              | 11                                                                                              | 16                                                                                              |
| 14   | Radosław Raczkowski                     |                                         |                                         |                                         | NU                                      |                                                                                                 |                                                                                                 | 11                                                                                              | 10                                                                                              | 8                                                                                               | 17                                                                                              | 13                                                                                              | 15                                                                                              |                                                                                                 |                                                                                                 |                                                                                                 | 23                                                                                              | 17                                                                                              | 19                                                                                              | 7                                                                                               | 12                                                                                              | 10                                                                                              | 9                                                                                               |
| 15   | Radosław Typa                           |                                         |                                         |                                         | 16                                      | 15                                                                                              | 15                                                                                              | 14                                                                                              | 16                                                                                              | 12                                                                                              | 12                                                                                              | 18                                                                                              | 13                                                                                              | 8                                                                                               | 11                                                                                              | 8                                                                                               | 36                                                                                              | 18                                                                                              | 32                                                                                              | 17                                                                                              | 17                                                                                              | 18                                                                                              | 6                                                                                               |
| 16   | Tomasz Żerebecki                        |                                         |                                         |                                         | 19                                      | 32                                                                                              | 28                                                                                              | 17                                                                                              | 15                                                                                              | 15                                                                                              | 15                                                                                              | 14                                                                                              | 16                                                                                              | 7                                                                                               | 12                                                                                              | 9                                                                                               | NK                                                                                              | NU                                                                                              |                                                                                                 | 14                                                                                              | 18                                                                                              | 16                                                                                              | 6                                                                                               |
| 17   | Michał Streer                           | 11                                      | 9                                       | 8                                       |                                         |                                                                                                 |                                                                                                 |                                                                                                 |                                                                                                 |                                                                                                 |                                                                                                 |                                                                                                 |                                                                                                 |                                                                                                 |                                                                                                 |                                                                                                 | 24                                                                                              | 32                                                                                              | 30                                                                                              |                                                                                                 |                                                                                                 |                                                                                                 | 5                                                                                               |
| 18   | Filip Nivette                           |                                         |                                         |                                         |                                         |                                                                                                 |                                                                                                 | 10                                                                                              | 13                                                                                              | 9                                                                                               | NU                                                                                              |                                                                                                 |                                                                                                 |                                                                                                 |                                                                                                 |                                                                                                 | 20                                                                                              | 19                                                                                              | 18                                                                                              | 13                                                                                              | 15                                                                                              | 13                                                                                              | 3                                                                                               |
| 19   | Łukasz Byśkiniewicz                     |                                         |                                         |                                         | 18                                      | 17                                                                                              | 18                                                                                              | 15                                                                                              | 14                                                                                              | 11                                                                                              | 20                                                                                              | 17                                                                                              | 19                                                                                              | 9                                                                                               | 15                                                                                              | 10                                                                                              | 28                                                                                              | 24                                                                                              | 27                                                                                              | 16                                                                                              | 16                                                                                              | 17                                                                                              | 3                                                                                               |
| 20   | Paweł „Felix” Danilczuk                 |                                         |                                         |                                         | 24                                      | 13                                                                                              | 22                                                                                              | 12                                                                                              | 12                                                                                              | 10                                                                                              | 18                                                                                              | 12                                                                                              | 17                                                                                              |                                                                                                 |                                                                                                 |                                                                                                 | NU                                                                                              |                                                                                                 |                                                                                                 |                                                                                                 |                                                                                                 |                                                                                                 | 1                                                                                               |
| 21   | Tomasz Gryc                             |                                         |                                         |                                         | 15                                      | 14                                                                                              | 13                                                                                              | 30                                                                                              | 11                                                                                              | 23                                                                                              | NU                                                                                              |                                                                                                 |                                                                                                 | 15                                                                                              | 10                                                                                              | 15                                                                                              | 22                                                                                              | 20                                                                                              | 21                                                                                              | 12                                                                                              | 13                                                                                              | 12                                                                                              | 1                                                                                               |
| 22   | Marcin Berliński                        | 17                                      | 10                                      | 16                                      | 22                                      | 27                                                                                              | 24                                                                                              | NU                                                                                              |                                                                                                 |                                                                                                 | 23                                                                                              | 34                                                                                              | 30                                                                                              |                                                                                                 |                                                                                                 |                                                                                                 |                                                                                                 |                                                                                                 |                                                                                                 |                                                                                                 |                                                                                                 |                                                                                                 | 1                                                                                               |
| 23   | Mirosław Włodarczyk                     |                                         |                                         |                                         | 32                                      | 30                                                                                              | 32                                                                                              | 27                                                                                              | 30                                                                                              | 30                                                                                              | 28                                                                                              | 24                                                                                              | 25                                                                                              | 10                                                                                              | 17                                                                                              | 16                                                                                              |                                                                                                 |                                                                                                 |                                                                                                 | NU                                                                                              |                                                                                                 |                                                                                                 | 1                                                                                               |
| NK   | Esapekka Lappi                          |                                         |                                         |                                         |                                         |                                                                                                 |                                                                                                 |                                                                                                 |                                                                                                 |                                                                                                 |                                                                                                 |                                                                                                 |                                                                                                 |                                                                                                 |                                                                                                 |                                                                                                 | 1                                                                                               | 1                                                                                               | 1                                                                                               |                                                                                                 |                                                                                                 |                                                                                                 | (45)                                                                                            |
| NK   | Michał Sołowow                          |                                         |                                         |                                         |                                         |                                                                                                 |                                                                                                 |                                                                                                 |                                                                                                 |                                                                                                 |                                                                                                 |                                                                                                 |                                                                                                 |                                                                                                 |                                                                                                 |                                                                                                 | 3                                                                                               | 3                                                                                               | 2                                                                                               |                                                                                                 |                                                                                                 |                                                                                                 | (32)                                                                                            |
| NK   | Daniel Chwist                           | 7                                       | 6                                       | 6                                       | NU                                      |                                                                                                 |                                                                                                 |                                                                                                 |                                                                                                 |                                                                                                 |                                                                                                 |                                                                                                 |                                                                                                 |                                                                                                 |                                                                                                 |                                                                                                 |                                                                                                 |                                                                                                 |                                                                                                 |                                                                                                 |                                                                                                 |                                                                                                 | (14)                                                                                            |
| NK   | Krzysztof Hołowczyc                     |                                         |                                         |                                         |                                         |                                                                                                 |                                                                                                 |                                                                                                 |                                                                                                 |                                                                                                 |                                                                                                 |                                                                                                 |                                                                                                 |                                                                                                 |                                                                                                 |                                                                                                 | 6                                                                                               | 7                                                                                               | 6                                                                                               |                                                                                                 |                                                                                                 |                                                                                                 | (14)                                                                                            |
| NK   | Karl Kruuda                             |                                         |                                         |                                         |                                         |                                                                                                 |                                                                                                 |                                                                                                 |                                                                                                 |                                                                                                 |                                                                                                 |                                                                                                 |                                                                                                 |                                                                                                 |                                                                                                 |                                                                                                 | 15                                                                                              | 2                                                                                               | 9                                                                                               |                                                                                                 |                                                                                                 |                                                                                                 | (12)                                                                                            |
| NK   | Michał Kościuszko                       |                                         |                                         |                                         |                                         |                                                                                                 |                                                                                                 |                                                                                                 |                                                                                                 |                                                                                                 |                                                                                                 |                                                                                                 |                                                                                                 |                                                                                                 |                                                                                                 |                                                                                                 | 2                                                                                               | 22                                                                                              | 12                                                                                              |                                                                                                 |                                                                                                 |                                                                                                 | (12)                                                                                            |
| NK   | Zbigniew Staniszewski                   |                                         |                                         |                                         |                                         |                                                                                                 |                                                                                                 |                                                                                                 |                                                                                                 |                                                                                                 |                                                                                                 |                                                                                                 |                                                                                                 |                                                                                                 |                                                                                                 |                                                                                                 | 5                                                                                               | 11                                                                                              | 7                                                                                               |                                                                                                 |                                                                                                 |                                                                                                 | (10)                                                                                            |
| NK   | Mariusz Stec                            |                                         |                                         |                                         | 10                                      | 11                                                                                              | 9                                                                                               |                                                                                                 |                                                                                                 |                                                                                                 |                                                                                                 |                                                                                                 |                                                                                                 |                                                                                                 |                                                                                                 |                                                                                                 |                                                                                                 |                                                                                                 |                                                                                                 |                                                                                                 |                                                                                                 |                                                                                                 | (3)                                                                                             |
| NK   | Szymon Ruta                             |                                         |                                         |                                         |                                         |                                                                                                 |                                                                                                 |                                                                                                 |                                                                                                 |                                                                                                 |                                                                                                 |                                                                                                 |                                                                                                 |                                                                                                 |                                                                                                 |                                                                                                 | 13                                                                                              | 12                                                                                              | 11                                                                                              |                                                                                                 |                                                                                                 |                                                                                                 | (1)                                                                                             |
| NK   | Krzysztof Oleksowicz                    | 10                                      | 12                                      | 12                                      |                                         |                                                                                                 |                                                                                                 |                                                                                                 |                                                                                                 |                                                                                                 |                                                                                                 |                                                                                                 |                                                                                                 |                                                                                                 |                                                                                                 |                                                                                                 | NU                                                                                              |                                                                                                 |                                                                                                 |                                                                                                 |                                                                                                 |                                                                                                 | (1)                                                                                             |
|      | Klucz punktacji: 15-12-10-8-6-5-4-3-2-1 | Klucz punktacji: 15-12-10-8-6-5-4-3-2-1 | Klucz punktacji: 15-12-10-8-6-5-4-3-2-1 | Klucz punktacji: 15-12-10-8-6-5-4-3-2-1 | Klucz punktacji: 15-12-10-8-6-5-4-3-2-1 | Oznaczenia: NU – nie ukończył, DK – dyskwalifikacja, wynik na fioletowym tle – system SupeRally | Oznaczenia: NU – nie ukończył, DK – dyskwalifikacja, wynik na fioletowym tle – system SupeRally | Oznaczenia: NU – nie ukończył, DK – dyskwalifikacja, wynik na fioletowym tle – system SupeRally | Oznaczenia: NU – nie ukończył, DK – dyskwalifikacja, wynik na fioletowym tle – system SupeRally | Oznaczenia: NU – nie ukończył, DK – dyskwalifikacja, wynik na fioletowym tle – system SupeRally | Oznaczenia: NU – nie ukończył, DK – dyskwalifikacja, wynik na fioletowym tle – system SupeRally | Oznaczenia: NU – nie ukończył, DK – dyskwalifikacja, wynik na fioletowym tle – system SupeRally | Oznaczenia: NU – nie ukończył, DK – dyskwalifikacja, wynik na fioletowym tle – system SupeRally | Oznaczenia: NU – nie ukończył, DK – dyskwalifikacja, wynik na fioletowym tle – system SupeRally | Oznaczenia: NU – nie ukończył, DK – dyskwalifikacja, wynik na fioletowym tle – system SupeRally | Oznaczenia: NU – nie ukończył, DK – dyskwalifikacja, wynik na fioletowym tle – system SupeRally | Oznaczenia: NU – nie ukończył, DK – dyskwalifikacja, wynik na fioletowym tle – system SupeRally | Oznaczenia: NU – nie ukończył, DK – dyskwalifikacja, wynik na fioletowym tle – system SupeRally | Oznaczenia: NU – nie ukończył, DK – dyskwalifikacja, wynik na fioletowym tle – system SupeRally | Oznaczenia: NU – nie ukończył, DK – dyskwalifikacja, wynik na fioletowym tle – system SupeRally | Oznaczenia: NU – nie ukończył, DK – dyskwalifikacja, wynik na fioletowym tle – system SupeRally | Oznaczenia: NU – nie ukończył, DK – dyskwalifikacja, wynik na fioletowym tle – system SupeRally | Oznaczenia: NU – nie ukończył, DK – dyskwalifikacja, wynik na fioletowym tle – system SupeRally |

| Kolor     | Opis                   |
| --------- | ---------------------- |
| Złoty     | Zwycięzca              |
| Srebrny   | 2. miejsce             |
| Brązowy   | 3. miejsce             |
| Zielony   | Punktowane miejsce     |
| Niebieski | Ukończył nie punktował |
| Fioletowy | Nie ukończył NU        |
| Czarny    | Wykluczony X           |
| Biały     | Nie wystartował NW     |
| Puste     | Nie brał udziału       |

| Poz. | Kierowca                                | Lotos                                   | Lotos                                   | Lotos                                   | Świdnicki                               | Świdnicki                                                                                       | Świdnicki                                                                                       | Karkonoski                                                                                      | Karkonoski                                                                                      | Karkonoski                                                                                      | Rzeszowski                                                                                      | Rzeszowski                                                                                      | Rzeszowski                                                                                      | Košice                                                                                          | Košice                                                                                          | Košice                                                                                          | Polski                                                                                          | Polski                                                                                          | Polski                                                                                          | Dolnośląski                                                                                     | Dolnośląski                                                                                     | Dolnośląski                                                                                     | Suma punktów                                                                                    |
| Poz. | Kierowca                                | D1                                      | D2                                      | G                                       | D1                                      | D2                                                                                              | G                                                                                               | D1                                                                                              | D2                                                                                              | G                                                                                               | D1                                                                                              | D2                                                                                              | G                                                                                               | D1                                                                                              | D2                                                                                              | G                                                                                               | D1                                                                                              | D2                                                                                              | G                                                                                               | D1                                                                                              | D2                                                                                              | G                                                                                               | Suma punktów                                                                                    |
| ---- | --------------------------------------- | --------------------------------------- | --------------------------------------- | --------------------------------------- | --------------------------------------- | ----------------------------------------------------------------------------------------------- | ----------------------------------------------------------------------------------------------- | ----------------------------------------------------------------------------------------------- | ----------------------------------------------------------------------------------------------- | ----------------------------------------------------------------------------------------------- | ----------------------------------------------------------------------------------------------- | ----------------------------------------------------------------------------------------------- | ----------------------------------------------------------------------------------------------- | ----------------------------------------------------------------------------------------------- | ----------------------------------------------------------------------------------------------- | ----------------------------------------------------------------------------------------------- | ----------------------------------------------------------------------------------------------- | ----------------------------------------------------------------------------------------------- | ----------------------------------------------------------------------------------------------- | ----------------------------------------------------------------------------------------------- | ----------------------------------------------------------------------------------------------- | ----------------------------------------------------------------------------------------------- | ----------------------------------------------------------------------------------------------- |
| 1    | Kajetan Kajetanowicz                    | 1                                       | 1                                       | 1                                       | 2                                       | 1                                                                                               | 1                                                                                               | 1                                                                                               | 1                                                                                               | 1                                                                                               | 1                                                                                               | 1                                                                                               | 1                                                                                               | 1                                                                                               | 1                                                                                               | 1                                                                                               | (9)                                                                                             | (5)                                                                                             | (4)                                                                                             | 1                                                                                               | 5                                                                                               | 1                                                                                               | 258                                                                                             |
| 2    | Michał Bębenek                          | 9                                       | 2                                       | 5                                       | 3                                       | 2                                                                                               | 2                                                                                               | (28)                                                                                            | (3)                                                                                             | (20)                                                                                            | 3                                                                                               | 3                                                                                               | 3                                                                                               | 4                                                                                               | 5                                                                                               | 3                                                                                               | 7                                                                                               | 6                                                                                               | 5                                                                                               | 2                                                                                               | 3                                                                                               | 3                                                                                               | 155                                                                                             |
| 3    | Grzegorz Grzyb                          | 4                                       | 15                                      | 9                                       | 1                                       | 28                                                                                              | 17                                                                                              |                                                                                                 |                                                                                                 |                                                                                                 | 2                                                                                               | 2                                                                                               | 2                                                                                               | 2                                                                                               | 2                                                                                               | 2                                                                                               | 4                                                                                               | 4                                                                                               | 3                                                                                               | 11                                                                                              | 2                                                                                               | 6                                                                                               | 140                                                                                             |
| 4    | Wojciech Chuchała                       | 2                                       | 14                                      | 7                                       | 29                                      | 3                                                                                               | 21                                                                                              | 2                                                                                               | 2                                                                                               | 2                                                                                               | 4                                                                                               | 5                                                                                               | 4                                                                                               | 16                                                                                              | 3                                                                                               | 11                                                                                              | (12)                                                                                            | (8)                                                                                             | (8)                                                                                             | 3                                                                                               | 1                                                                                               | 2                                                                                               | 131                                                                                             |
| 5    | Tomasz Kuchar                           | 3                                       | 3                                       | 2                                       | 5                                       | 7                                                                                               | 5                                                                                               | 5                                                                                               | 26                                                                                              | 19                                                                                              | 5                                                                                               | 6                                                                                               | 5                                                                                               | 5                                                                                               | 4                                                                                               | 4                                                                                               | (8)                                                                                             | (27)                                                                                            | (16)                                                                                            | 6                                                                                               | 6                                                                                               | 5                                                                                               | 109                                                                                             |
| 6    | Maciej Rzeźnik                          | 5                                       | 5                                       | 3                                       | 4                                       | 4                                                                                               | 3                                                                                               | 4                                                                                               | 5                                                                                               | 4                                                                                               | 13                                                                                              | 4                                                                                               | 10                                                                                              | 3                                                                                               | 6                                                                                               | 5                                                                                               | (10)                                                                                            | (9)                                                                                             | (10)                                                                                            | 21                                                                                              | 4                                                                                               | 15                                                                                              | 107                                                                                             |
| 7    | Łukasz Habaj                            |                                         |                                         |                                         | 7                                       | 5                                                                                               | 4                                                                                               | 3                                                                                               | 4                                                                                               | 3                                                                                               | NU                                                                                              |                                                                                                 |                                                                                                 | 12                                                                                              | 7                                                                                               | 7                                                                                               | 11                                                                                              | 33                                                                                              | 25                                                                                              | 4                                                                                               | 7                                                                                               | 4                                                                                               | 74                                                                                              |
| 8    | Jarosław Kołtun                         | 14                                      | 7                                       | 10                                      | 8                                       | 8                                                                                               | 7                                                                                               | 6                                                                                               | 20                                                                                              | 13                                                                                              | 6                                                                                               | 8                                                                                               | 6                                                                                               |                                                                                                 |                                                                                                 |                                                                                                 | 30                                                                                              | 14                                                                                              | 22                                                                                              | 8                                                                                               | 8                                                                                               | 8                                                                                               | 41                                                                                              |
| 9    | Jan Chmielewski                         | 15                                      | 17                                      | 15                                      | 9                                       | 9                                                                                               | 8                                                                                               | 8                                                                                               | 8                                                                                               | 6                                                                                               | 10                                                                                              | 7                                                                                               | 9                                                                                               | 17                                                                                              | 8                                                                                               | 17                                                                                              | (18)                                                                                            | (23)                                                                                            | (20)                                                                                            | 5                                                                                               | 9                                                                                               | 7                                                                                               | 40                                                                                              |
| 10   | Marcin Gagacki                          | 13                                      | 8                                       | 11                                      | (12)                                    | (19)                                                                                            | (14)                                                                                            | 7                                                                                               | 7                                                                                               | 5                                                                                               | 9                                                                                               | 20                                                                                              | 11                                                                                              | 6                                                                                               | 9                                                                                               | 6                                                                                               | 19                                                                                              | 10                                                                                              | 14                                                                                              | 9                                                                                               | 10                                                                                              | 9                                                                                               | 39                                                                                              |
| 11   | Mariusz Małyszycki                      | 6                                       | 4                                       | 4                                       | 6                                       | 6                                                                                               | 6                                                                                               |                                                                                                 |                                                                                                 |                                                                                                 |                                                                                                 |                                                                                                 |                                                                                                 |                                                                                                 |                                                                                                 |                                                                                                 |                                                                                                 |                                                                                                 |                                                                                                 |                                                                                                 |                                                                                                 |                                                                                                 | 36                                                                                              |
| 12   | Mariusz Nowocień                        | 8                                       | 19                                      | 17                                      | 13                                      | 10                                                                                              | 10                                                                                              | 26                                                                                              | 6                                                                                               | 21                                                                                              | 7                                                                                               | 9                                                                                               | 7                                                                                               |                                                                                                 |                                                                                                 |                                                                                                 | 14                                                                                              | 30                                                                                              | 23                                                                                              |                                                                                                 |                                                                                                 |                                                                                                 | 20                                                                                              |
| 13   | Szymon Kornicki                         | 12                                      | 13                                      | 13                                      | 14                                      | 12                                                                                              | 11                                                                                              | 9                                                                                               | 9                                                                                               | 7                                                                                               | 8                                                                                               | 10                                                                                              | 8                                                                                               |                                                                                                 |                                                                                                 |                                                                                                 | 21                                                                                              | 16                                                                                              | 17                                                                                              | 10                                                                                              | 11                                                                                              | 11                                                                                              | 16                                                                                              |
| 14   | Radosław Raczkowski                     |                                         |                                         |                                         | NU                                      |                                                                                                 |                                                                                                 | 11                                                                                              | 10                                                                                              | 8                                                                                               | 17                                                                                              | 13                                                                                              | 15                                                                                              |                                                                                                 |                                                                                                 |                                                                                                 | 23                                                                                              | 17                                                                                              | 19                                                                                              | 7                                                                                               | 12                                                                                              | 10                                                                                              | 9                                                                                               |
| 15   | Radosław Typa                           |                                         |                                         |                                         | 16                                      | 15                                                                                              | 15                                                                                              | 14                                                                                              | 16                                                                                              | 12                                                                                              | 12                                                                                              | 18                                                                                              | 13                                                                                              | 8                                                                                               | 11                                                                                              | 8                                                                                               | 36                                                                                              | 18                                                                                              | 32                                                                                              | 17                                                                                              | 17                                                                                              | 18                                                                                              | 6                                                                                               |
| 16   | Tomasz Żerebecki                        |                                         |                                         |                                         | 19                                      | 32                                                                                              | 28                                                                                              | 17                                                                                              | 15                                                                                              | 15                                                                                              | 15                                                                                              | 14                                                                                              | 16                                                                                              | 7                                                                                               | 12                                                                                              | 9                                                                                               | NK                                                                                              | NU                                                                                              |                                                                                                 | 14                                                                                              | 18                                                                                              | 16                                                                                              | 6                                                                                               |
| 17   | Michał Streer                           | 11                                      | 9                                       | 8                                       |                                         |                                                                                                 |                                                                                                 |                                                                                                 |                                                                                                 |                                                                                                 |                                                                                                 |                                                                                                 |                                                                                                 |                                                                                                 |                                                                                                 |                                                                                                 | 24                                                                                              | 32                                                                                              | 30                                                                                              |                                                                                                 |                                                                                                 |                                                                                                 | 5                                                                                               |
| 18   | Filip Nivette                           |                                         |                                         |                                         |                                         |                                                                                                 |                                                                                                 | 10                                                                                              | 13                                                                                              | 9                                                                                               | NU                                                                                              |                                                                                                 |                                                                                                 |                                                                                                 |                                                                                                 |                                                                                                 | 20                                                                                              | 19                                                                                              | 18                                                                                              | 13                                                                                              | 15                                                                                              | 13                                                                                              | 3                                                                                               |
| 19   | Łukasz Byśkiniewicz                     |                                         |                                         |                                         | 18                                      | 17                                                                                              | 18                                                                                              | 15                                                                                              | 14                                                                                              | 11                                                                                              | 20                                                                                              | 17                                                                                              | 19                                                                                              | 9                                                                                               | 15                                                                                              | 10                                                                                              | 28                                                                                              | 24                                                                                              | 27                                                                                              | 16                                                                                              | 16                                                                                              | 17                                                                                              | 3                                                                                               |
| 20   | Paweł „Felix” Danilczuk                 |                                         |                                         |                                         | 24                                      | 13                                                                                              | 22                                                                                              | 12                                                                                              | 12                                                                                              | 10                                                                                              | 18                                                                                              | 12                                                                                              | 17                                                                                              |                                                                                                 |                                                                                                 |                                                                                                 | NU                                                                                              |                                                                                                 |                                                                                                 |                                                                                                 |                                                                                                 |                                                                                                 | 1                                                                                               |
| 21   | Tomasz Gryc                             |                                         |                                         |                                         | 15                                      | 14                                                                                              | 13                                                                                              | 30                                                                                              | 11                                                                                              | 23                                                                                              | NU                                                                                              |                                                                                                 |                                                                                                 | 15                                                                                              | 10                                                                                              | 15                                                                                              | 22                                                                                              | 20                                                                                              | 21                                                                                              | 12                                                                                              | 13                                                                                              | 12                                                                                              | 1                                                                                               |
| 22   | Marcin Berliński                        | 17                                      | 10                                      | 16                                      | 22                                      | 27                                                                                              | 24                                                                                              | NU                                                                                              |                                                                                                 |                                                                                                 | 23                                                                                              | 34                                                                                              | 30                                                                                              |                                                                                                 |                                                                                                 |                                                                                                 |                                                                                                 |                                                                                                 |                                                                                                 |                                                                                                 |                                                                                                 |                                                                                                 | 1                                                                                               |
| 23   | Mirosław Włodarczyk                     |                                         |                                         |                                         | 32                                      | 30                                                                                              | 32                                                                                              | 27                                                                                              | 30                                                                                              | 30                                                                                              | 28                                                                                              | 24                                                                                              | 25                                                                                              | 10                                                                                              | 17                                                                                              | 16                                                                                              |                                                                                                 |                                                                                                 |                                                                                                 | NU                                                                                              |                                                                                                 |                                                                                                 | 1                                                                                               |
| NK   | Esapekka Lappi                          |                                         |                                         |                                         |                                         |                                                                                                 |                                                                                                 |                                                                                                 |                                                                                                 |                                                                                                 |                                                                                                 |                                                                                                 |                                                                                                 |                                                                                                 |                                                                                                 |                                                                                                 | 1                                                                                               | 1                                                                                               | 1                                                                                               |                                                                                                 |                                                                                                 |                                                                                                 | (45)                                                                                            |
| NK   | Michał Sołowow                          |                                         |                                         |                                         |                                         |                                                                                                 |                                                                                                 |                                                                                                 |                                                                                                 |                                                                                                 |                                                                                                 |                                                                                                 |                                                                                                 |                                                                                                 |                                                                                                 |                                                                                                 | 3                                                                                               | 3                                                                                               | 2                                                                                               |                                                                                                 |                                                                                                 |                                                                                                 | (32)                                                                                            |
| NK   | Daniel Chwist                           | 7                                       | 6                                       | 6                                       | NU                                      |                                                                                                 |                                                                                                 |                                                                                                 |                                                                                                 |                                                                                                 |                                                                                                 |                                                                                                 |                                                                                                 |                                                                                                 |                                                                                                 |                                                                                                 |                                                                                                 |                                                                                                 |                                                                                                 |                                                                                                 |                                                                                                 |                                                                                                 | (14)                                                                                            |
| NK   | Krzysztof Hołowczyc                     |                                         |                                         |                                         |                                         |                                                                                                 |                                                                                                 |                                                                                                 |                                                                                                 |                                                                                                 |                                                                                                 |                                                                                                 |                                                                                                 |                                                                                                 |                                                                                                 |                                                                                                 | 6                                                                                               | 7                                                                                               | 6                                                                                               |                                                                                                 |                                                                                                 |                                                                                                 | (14)                                                                                            |
| NK   | Karl Kruuda                             |                                         |                                         |                                         |                                         |                                                                                                 |                                                                                                 |                                                                                                 |                                                                                                 |                                                                                                 |                                                                                                 |                                                                                                 |                                                                                                 |                                                                                                 |                                                                                                 |                                                                                                 | 15                                                                                              | 2                                                                                               | 9                                                                                               |                                                                                                 |                                                                                                 |                                                                                                 | (12)                                                                                            |
| NK   | Michał Kościuszko                       |                                         |                                         |                                         |                                         |                                                                                                 |                                                                                                 |                                                                                                 |                                                                                                 |                                                                                                 |                                                                                                 |                                                                                                 |                                                                                                 |                                                                                                 |                                                                                                 |                                                                                                 | 2                                                                                               | 22                                                                                              | 12                                                                                              |                                                                                                 |                                                                                                 |                                                                                                 | (12)                                                                                            |
| NK   | Zbigniew Staniszewski                   |                                         |                                         |                                         |                                         |                                                                                                 |                                                                                                 |                                                                                                 |                                                                                                 |                                                                                                 |                                                                                                 |                                                                                                 |                                                                                                 |                                                                                                 |                                                                                                 |                                                                                                 | 5                                                                                               | 11                                                                                              | 7                                                                                               |                                                                                                 |                                                                                                 |                                                                                                 | (10)                                                                                            |
| NK   | Mariusz Stec                            |                                         |                                         |                                         | 10                                      | 11                                                                                              | 9                                                                                               |                                                                                                 |                                                                                                 |                                                                                                 |                                                                                                 |                                                                                                 |                                                                                                 |                                                                                                 |                                                                                                 |                                                                                                 |                                                                                                 |                                                                                                 |                                                                                                 |                                                                                                 |                                                                                                 |                                                                                                 | (3)                                                                                             |
| NK   | Szymon Ruta                             |                                         |                                         |                                         |                                         |                                                                                                 |                                                                                                 |                                                                                                 |                                                                                                 |                                                                                                 |                                                                                                 |                                                                                                 |                                                                                                 |                                                                                                 |                                                                                                 |                                                                                                 | 13                                                                                              | 12                                                                                              | 11                                                                                              |                                                                                                 |                                                                                                 |                                                                                                 | (1)                                                                                             |
| NK   | Krzysztof Oleksowicz                    | 10                                      | 12                                      | 12                                      |                                         |                                                                                                 |                                                                                                 |                                                                                                 |                                                                                                 |                                                                                                 |                                                                                                 |                                                                                                 |                                                                                                 |                                                                                                 |                                                                                                 |                                                                                                 | NU                                                                                              |                                                                                                 |                                                                                                 |                                                                                                 |                                                                                                 |                                                                                                 | (1)                                                                                             |
|      | Klucz punktacji: 15-12-10-8-6-5-4-3-2-1 | Klucz punktacji: 15-12-10-8-6-5-4-3-2-1 | Klucz punktacji: 15-12-10-8-6-5-4-3-2-1 | Klucz punktacji: 15-12-10-8-6-5-4-3-2-1 | Klucz punktacji: 15-12-10-8-6-5-4-3-2-1 | Oznaczenia: NU – nie ukończył, DK – dyskwalifikacja, wynik na fioletowym tle – system SupeRally | Oznaczenia: NU – nie ukończył, DK – dyskwalifikacja, wynik na fioletowym tle – system SupeRally | Oznaczenia: NU – nie ukończył, DK – dyskwalifikacja, wynik na fioletowym tle – system SupeRally | Oznaczenia: NU – nie ukończył, DK – dyskwalifikacja, wynik na fioletowym tle – system SupeRally | Oznaczenia: NU – nie ukończył, DK – dyskwalifikacja, wynik na fioletowym tle – system SupeRally | Oznaczenia: NU – nie ukończył, DK – dyskwalifikacja, wynik na fioletowym tle – system SupeRally | Oznaczenia: NU – nie ukończył, DK – dyskwalifikacja, wynik na fioletowym tle – system SupeRally | Oznaczenia: NU – nie ukończył, DK – dyskwalifikacja, wynik na fioletowym tle – system SupeRally | Oznaczenia: NU – nie ukończył, DK – dyskwalifikacja, wynik na fioletowym tle – system SupeRally | Oznaczenia: NU – nie ukończył, DK – dyskwalifikacja, wynik na fioletowym tle – system SupeRally | Oznaczenia: NU – nie ukończył, DK – dyskwalifikacja, wynik na fioletowym tle – system SupeRally | Oznaczenia: NU – nie ukończył, DK – dyskwalifikacja, wynik na fioletowym tle – system SupeRally | Oznaczenia: NU – nie ukończył, DK – dyskwalifikacja, wynik na fioletowym tle – system SupeRally | Oznaczenia: NU – nie ukończył, DK – dyskwalifikacja, wynik na fioletowym tle – system SupeRally | Oznaczenia: NU – nie ukończył, DK – dyskwalifikacja, wynik na fioletowym tle – system SupeRally | Oznaczenia: NU – nie ukończył, DK – dyskwalifikacja, wynik na fioletowym tle – system SupeRally | Oznaczenia: NU – nie ukończył, DK – dyskwalifikacja, wynik na fioletowym tle – system SupeRally | Oznaczenia: NU – nie ukończył, DK – dyskwalifikacja, wynik na fioletowym tle – system SupeRally |

| Kolor     | Opis                   |
| --------- | ---------------------- |
| Złoty     | Zwycięzca              |
| Srebrny   | 2. miejsce             |
| Brązowy   | 3. miejsce             |
| Zielony   | Punktowane miejsce     |
| Niebieski | Ukończył nie punktował |
| Fioletowy | Nie ukończył NU        |
| Czarny    | Wykluczony X           |
| Biały     | Nie wystartował NW     |
| Puste     | Nie brał udziału       |

## Zwycięzcy klas, zespoły i kluby
W wykazach przedstawiających zwycięzców poszczególnych klas pogrubioną czcionką zaznaczono kierowców i pilotów, którzy zdobyli tytuły mistrza, wicemistrza i drugiego wicemistrza Polski.

### Klasyfikacja Grupy N[3]
| Msc | Kierowca          | Pilot         | Punkty |
| --- | ----------------- | ------------- | ------ |
| 1   | Wojciech Chuchała | Kamil Heller  | 202    |
| 2   | Łukasz Habaj      | Piotr Woś     | 143    |
| 3   | Marcin Gagacki    | Marcin Bilski | 134    |

### Klasyfikacja Grupy R[4]
| Msc | Kierowca            | Pilot         | Punkty |
| --- | ------------------- | ------------- | ------ |
| 1   | Jan Chmielewski     | Jakub Gerber  | 205    |
| 2   | Szymon Kornicki     | Robert Hundla | 193    |
| 3   | Radosław Raczkowski | –             | 108    |

### Klasyfikacja Klasy 2[5]
| Msc | Kierowca             | Pilot             | Punkty |
| --- | -------------------- | ----------------- | ------ |
| 1   | Kajetan Kajetanowicz | Jarosław Baran    | 102    |
| 2   | Grzegorz Grzyb       | Daniel Siatkowski | 83     |
| 3   | Michał Bębenek       | Grzegorz Bębenek  | 78     |

### Klasyfikacja Klasy 5[6]
| Msc | Kierowca            | Pilot         | Punkty |
| --- | ------------------- | ------------- | ------ |
| 1   | Szymon Kornicki     | Robert Hundla | 81     |
| 2   | Jan Chmielewski     | Jakub Gerber  | 78     |
| 3   | Radosław Raczkowski | –             | 48     |

### Klasyfikacja Klasy 6[7]
| Msc | Kierowca            | Pilot               | Punkty |
| --- | ------------------- | ------------------- | ------ |
| 1   | Radosław Typa       | Szymon Gospodarczyk | 147    |
| 2   | Tomasz Gryc         | Michał Kuśnierz     | 146    |
| 3   | Łukasz Byśkiniewicz | Maciej Wisławski    | 127    |

### Klasyfikacja Klasy 8[8]
| Msc | Kierowca         | Pilot               | Punkty |
| --- | ---------------- | ------------------- | ------ |
| 1   | Herbi            | Bartosz Holdenmayer | 79     |
| 2   | Dawid Dobrodziej | Łukasz Włoch        | 66     |
| 3   | Piotr Witkowski  | Jerzy Muskalski     | 53     |

### Klasyfikacja w klasie Open[9]
| Msc | Kierowca       | Pilot             | Punkty |
| --- | -------------- | ----------------- | ------ |
| 1   | Andrzej Koper  | Krzysztof Gęborys | 27     |
| 2   | Paweł Tomaszek | Michał Bojar      | 9      |

### Klasyfikacja w klasie HR[10]
| Msc | Kierowca             | Pilot      | Punkty |
| --- | -------------------- | ---------- | ------ |
| 1   | Arkadiusz Urbanowicz | Adam Jaros | 128    |
| 2   | Łukasz Ryznar        | –          | 104    |
| 3   | Paweł Winczaszek     | –          | 94     |

### Klasyfikacja Zespołów Sponsorskich[11]
| Msc | Zespół                         | Punkty |
| --- | ------------------------------ | ------ |
| 1   | LOTOS Dynamic Rally Team       | 147    |
| 2   | Platinum Rally Team            | 99     |
| 3   | Lotos-Subaru Poland Rally Team | 81     |

### Klasyfikacja Zespołów Producenckich[12]
| Msc | Zespół  | Punkty |
| --- | ------- | ------ |
| 1   | Peugeot | 27     |
| 1   | Subaru  | 27     |

### Klasyfikacja Castrol Edge Fiesta Trophy[13]
| Msc | Kierowca            | Pilot               | Punkty |
| --- | ------------------- | ------------------- | ------ |
| 1   | Radosław Typa       | Szymon Gospodarczyk | 104    |
| 2   | Łukasz Byśkiniewicz | Maciej Wisławski    | 99     |
| 3   | Filip Nivette       | Artur Natkaniec     | 92     |

### Klasyfikacja Opel Cup[14]
| Msc | Kierowca         | Pilot       | Punkty |
| --- | ---------------- | ----------- | ------ |
| 1   | Paweł Winczaszek | –           | 179    |
| 2   | Marcin Górny     | Marcin Roik | 148    |
| 3   | Łukasz Ryznar    | –           | 142    |